# Saint-Julien-Maumont
Pour les articles homonymes, voir Saint-Julien.
Saint-Julien-Maumont (Sent Julian Momon en occitan) est une commune française située dans le département de la Corrèze en région Nouvelle-Aquitaine.
Les habitants de Saint-Julien-Maumont sont des Maumontois.

## Géographie
C'est un village pittoresque se divisant en deux secteurs : d’une part la vallée du Maumont et ses premiers coteaux où est implanté le bourg ; de l’autre, le plateau calcaire où s'installent les néo-ruraux travaillant à Meyssac et ses environs ou à Brive.
La commune produit du vin paillé, une de ses spécialités.
Son territoire est couvert de chênes truffiers et de noyers. Récemment furent replantées des vignes pour le réputé vin paillé dont la qualité et la production sont reconnues sur ce territoire depuis de nombreuses décennies.

### Communes limitrophes
Les communes limitrophes sont  Branceilles, Chauffour-sur-Vell, Marcillac-la-Croze, Meyssac et Saint-Bazile-de-Meyssac.

### Climat
Pour des articles plus généraux, voir Climat de la Nouvelle-Aquitaine et Climat de la Corrèze.
Historiquement, la commune est exposée à un climat océanique limousin.
En 2020, Météo-France publie une typologie des climats de la France métropolitaine dans laquelle la commune est dans une zone de transition entre le climat océanique altéré et le climat de montagne et est dans la région climatique  Ouest et nord-ouest du Massif Central, caractérisée par une pluviométrie annuelle de 900 à 1 500 mm, maximale en automne et en hiver.
Pour la période 1971-2000, la température annuelle moyenne est de 12,5 °C, avec  une amplitude thermique annuelle de 15,8 °C. Le cumul annuel moyen de précipitations est de 972 mm, avec 11,9 jours de précipitations en janvier et 7 jours en juillet. Pour la période 1991-2020, la température moyenne annuelle observée sur la station météorologique la plus proche, située sur la commune de Nespouls à 16 km à vol d'oiseau, est de 12,6 °C et le cumul annuel moyen de précipitations est de 836,4 mm,. Pour l'avenir, les paramètres climatiques de la commune estimés pour 2050 selon différents scénarios d’émission de gaz à effet de serre sont consultables sur un site dédié publié par Météo-France en novembre 2022.

## Urbanisme

### Typologie
Au 1er janvier 2024, Saint-Julien-Maumont est catégorisée commune rurale à habitat très dispersé, selon la nouvelle grille communale de densité à 7 niveaux définie par l'Insee en 2022.
Elle est située hors unité urbaine. Par ailleurs la commune fait partie de l'aire d'attraction de Brive-la-Gaillarde, dont elle est une commune de la couronne,. Cette aire, qui regroupe 80 communes, est catégorisée dans les aires de 50 000 à moins de 200 000 habitants,.

### Occupation des sols
L'occupation des sols de la commune, telle qu'elle ressort de la base de données européenne d’occupation biophysique des sols Corine Land Cover (CLC), est marquée par l'importance des territoires agricoles (82,1 % en 2018), une proportion sensiblement équivalente à celle de 1990 (82 %). La répartition détaillée en 2018 est la suivante : 
zones agricoles hétérogènes (36,6 %), prairies (32,2 %), forêts (17,9 %), cultures permanentes (13,3 %).
L'évolution de l’occupation des sols de la commune et de ses infrastructures peut être observée sur les différentes représentations cartographiques du territoire : la carte de Cassini (XVIIIe siècle), la carte d'état-major (1820-1866) et les cartes ou photos aériennes de l'IGN pour la période actuelle (1950 à aujourd'hui).

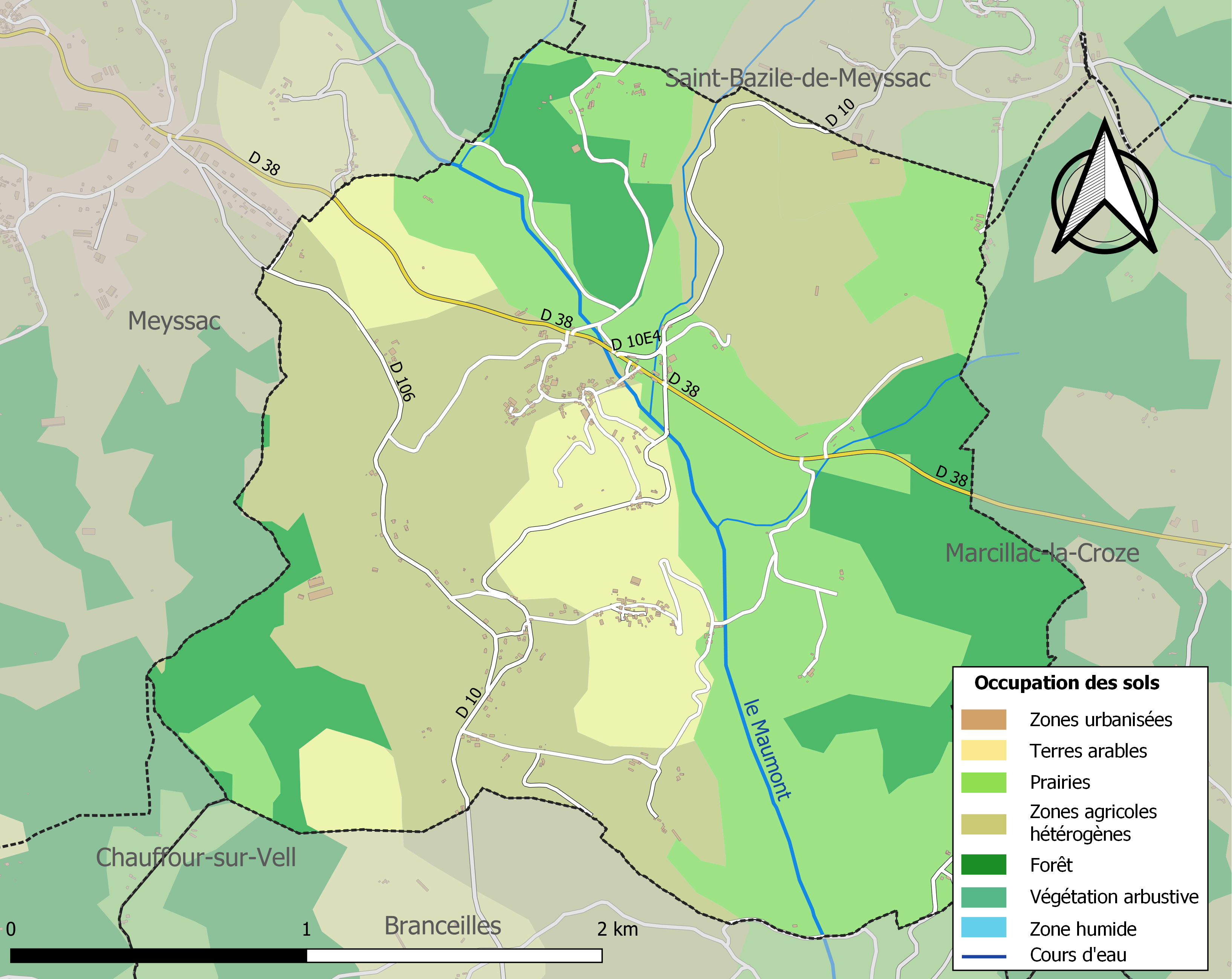
Carte des infrastructures et de l'occupation des sols de la commune en 2018 (CLC).

### Risques majeurs
Le territoire de la commune de Saint-Julien-Maumont est vulnérable à différents aléas naturels : météorologiques (tempête, orage, neige, grand froid, canicule ou sécheresse), inondations, feux de forêts et séisme (sismicité très faible). Un site publié par le BRGM permet d'évaluer simplement et rapidement les risques d'un bien localisé soit par son adresse soit par le numéro de sa parcelle.
Certaines parties du territoire communal sont susceptibles d’être affectées par le risque d’inondation par débordement de cours d'eau, notamment le Maumont,.

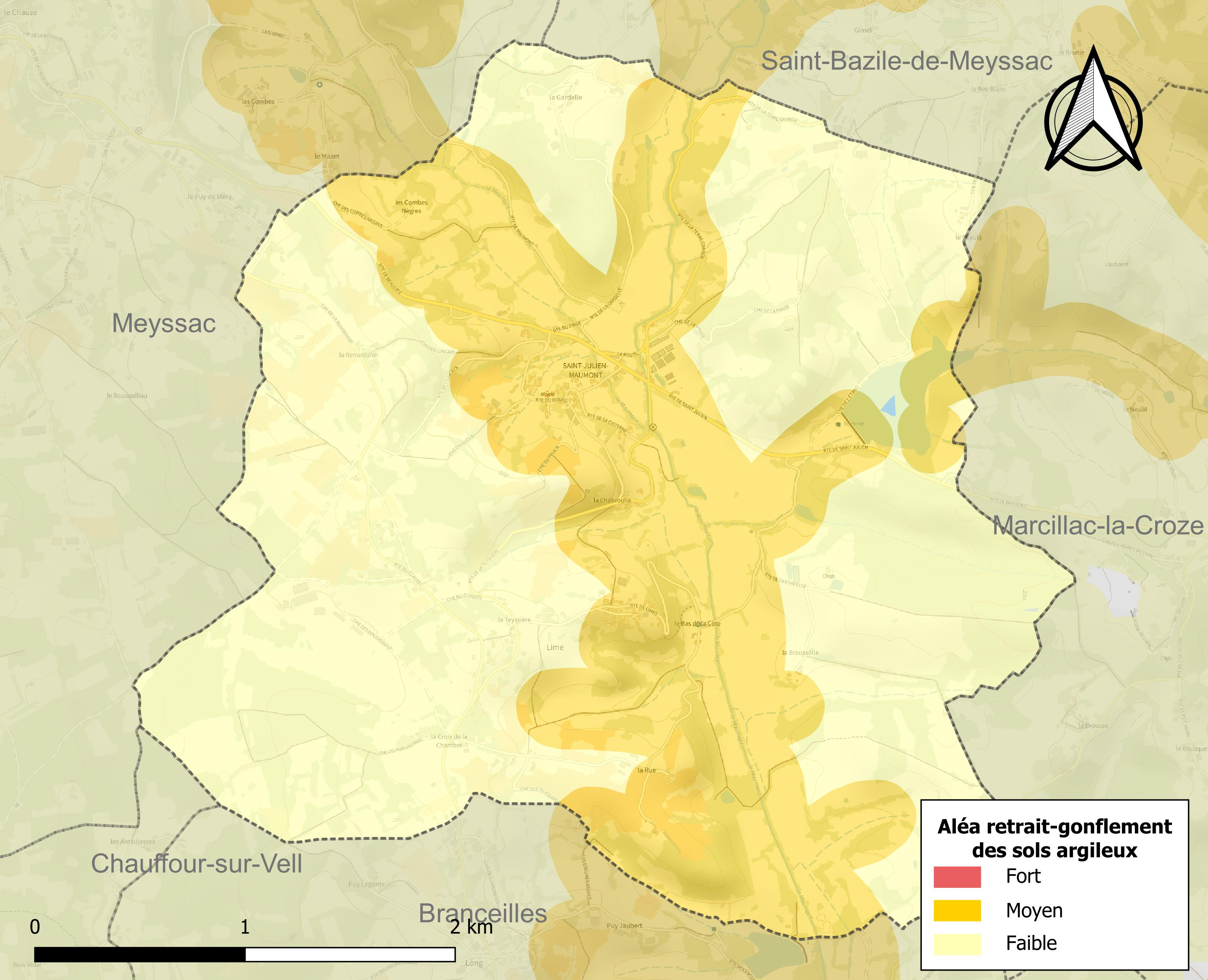
Carte des zones d'aléa retrait-gonflement des sols argileux de Saint-Julien-Maumont.

Le retrait-gonflement des sols argileux est susceptible d'engendrer des dommages importants aux bâtiments en cas d’alternance de périodes de sécheresse et de pluie. 39,5 % de la superficie communale est en aléa moyen ou fort (26,8 % au niveau départemental et 48,5 % au niveau national). Sur les 119 bâtiments dénombrés sur la commune en 2019, 61 sont en aléa moyen ou fort, soit 51 %, à comparer aux 36 % au niveau départemental et 54 % au niveau national. Une cartographie de l'exposition du territoire national au retrait gonflement des sols argileux est disponible sur le site du BRGM,.
Concernant les feux de forêt, aucun plan de prévention des risques incendie de forêt (PPRIF) n’a été établi en Corrèze, néanmoins le code de l’urbanisme impose la prise en compte des risques dans les documents d’urbanisme. Le périmètre des servitudes d'utilité publique et des zones d'obligation légale de débroussaillement pour les particuliers est quant à lui défini pour la commune dans une carte dédiée.

## Histoire
En 1793, les communes de Saint-Julien et de Maumont fusionnent sous le nom de Saint-Julien-Maumont. Pour suivre un décret de la Convention, la commune change de nom pour Monmont-et-Lime.

## Politique et administration
| Période   | Période  | Identité             | Étiquette | Qualité  |
| --------- | -------- | -------------------- | --------- | -------- |
| mars 2001 | 2014     | Georgette Chastanet  | SE        |          |
| mars 2014 | mai 2020 | Jean-Claude Pauty    |           | Retraité |
| mai 2020  | En cours | Philippe Longueville |           | Retraité |

## Démographie
| 1793 | 1800 | 1806 | 1821 | 1831 | 1836 | 1841 | 1846 | 1851 |
| ---- | ---- | ---- | ---- | ---- | ---- | ---- | ---- | ---- |
| 334  | 677  | 381  | 387  | 362  | 442  | 423  | 385  | 408  |

| 1856 | 1861 | 1866 | 1872 | 1876 | 1881 | 1886 | 1891 | 1896 |
| ---- | ---- | ---- | ---- | ---- | ---- | ---- | ---- | ---- |
| 435  | 426  | 468  | 452  | 447  | 414  | 401  | 377  | 377  |

| 1901 | 1906 | 1911 | 1921 | 1926 | 1931 | 1936 | 1946 | 1954 |
| ---- | ---- | ---- | ---- | ---- | ---- | ---- | ---- | ---- |
| 367  | 356  | 318  | 297  | 301  | 298  | 280  | 233  | 214  |

| 1962 | 1968 | 1975 | 1982 | 1990 | 1999 | 2006 | 2007 | 2012 |
| ---- | ---- | ---- | ---- | ---- | ---- | ---- | ---- | ---- |
| 212  | 196  | 195  | 161  | 157  | 155  | 159  | 160  | 182  |

| 2017 | 2022 | - | - | - | - | - | - | - |
| ---- | ---- | - | - | - | - | - | - | - |
| 157  | 173  | - | - | - | - | - | - | - |

## Lieux et monuments
- Château de Maumont
- Église Saint-Julien-de-Brioude de Saint-Julien-Maumont

## Héraldique
| Blason de Saint-Julien-Maumont | Blason  | D'azur au chevron d'argent accompagné de trois étoiles d'or, au franc-canton coticé d'or et de gueules de douze pièces. |
| Blason de Saint-Julien-Maumont | Détails | Le statut officiel du blason reste à déterminer.                                                                        |